# Иштар тера
Иштар тера или Континент Иштар (лат. Ishtar Terra) једна је од три именоване континенталне масе (тере) на површини планете Венере (поред Афродита тере и Лада тере). Име је добила по акадској, вавилонској и асирској богињи плодности, љубави и рата Иштар. 
Иштар тера се налази на северној хемисфери, на северном Венерином полу, на координатама од 70,4° северно и 27,5° источно (сходно планетоцентричном координатном систему +Е 0—360).
Величином је слична Аустралији и континенталном делу Сједињених Држава. На источном делу континента налази се планински ланац Максвел монтес, који је са апсолутном висином од 11.000 метара највиша тачка на Венери. Највећа висораван је Лакшми планум. 